# Ion Arachelu
Ion Arachelu (în rusă Ион Аракелу) (n. 8 septembrie 1948, Chișinău, RSS Moldovenească, URSS – d. 18 aprilie 2025, Chișinău, Republica Moldova) a fost un actor de teatru și film din Republica Moldova, de etnie armeană.

## Biografie
Ion Arachelu s-a născut la data de 8 septembrie 1948, în municipiul Chișinău. A urmat studii de actorie de teatru și film la Școala teatrală „Boris Șciukin” din Moscova⁠(d), filiala de pe lângă Teatrul „Luceafărul” din Chișinău (1965-1971). După absolvirea școlii teatrale, a fost angajat ca actor la Teatrul „Luceafărul”, unde a interpretat îndeosebi roluri de comedie. Rolul său cel mai cunoscut a fost cel al lui Guliță din piesa de teatru Chirița în provincie de Vasile Alecsandri (1970).  În anul 1990, s-a transferat ca actor la Teatrul TV și Teatrul „Ginta Latină”.
A debutat în film în anul 1969 la studioul cinematografic Moldova-film în filmul lui Valeriu Gagiu Zece ierni pentru o vară. Rolurile sale cele mai cunoscute au fost Toderică din Zece ierni pe-o vară (1969) și cel din filmul Cocostârcul (1978). În anul 1978 a devenit membru al Uniunii Cineaștilor.
A primit Diploma de Onoare a Consiliului de Miniștri al RSS Moldovenești (1977), Diploma pentru cel mai bun rol episodic la Festivalul republican de filme din Chișinău (1979) și titlul de Maestru în Artă (1997). Începând din anul 2000, actorul Ion Arachelu trăiește în orașul Moscova.

## Filmografie
- Zece ierni pe-o vară (1969) - Toderică
- Povârnișul (1970) - Mihăeș
- Viforul roșu (1971) - Costăchel
- Vara ostașului Dedov (1971) - Persucov
- Crestături spre amintire (1972) - Siomka
- Ultimul haiduc (1972) - Toderică
- Podurile (episod, 1973)
- Durata zilei (episod, 1974)
- Bărbații încărunțesc de tineri (1974) - Anton
- Pe urmele fiarei (episod, 1976)
- O întâmplare la festival (1976) - Petko
- Cocostârcul (1978)
- Casa lui Dionis (1981) - Hariton
- În zorii revoluției (episod, 1984)
- Un autobuz în ploaie (episod, 1986)
- Am onoarea (episod, 1987)
- Cine arvonește, acela plătește (1989)
- Magie neagră sau întâlnirea cu diavolul (1990)
- Văleu, văleu, nu turna! ("Telefilm-Chișinău", 1991)
- Dezertorul (1996)